# Faustino Álvarez del Manzano y Álvarez Rivera
Faustino Álvarez del Manzano y Álvarez Rivera (Oviedo, 23 de novembre de 1851 - Madrid, 21 d'octubre de 1916) fou un jurista i catedràtic d'universitat espanyol, acadèmic de la Reial Acadèmia de Ciències Morals i Polítiques.

## Biografia
El 1870 es llicencià en Dret per la Universitat d'Oviedo i el 1871 es doctorà en dret civil i Canònic per la Universitat de Granada. El desembre de 1872 fou nomenat auxiliar de càtedra de dret civil, mercantil i penal de la Universitat d'Oviedo i membre del Col·legi d'Advocats d'Oviedo. El maig de 1882 és nomenat catedràtic de dret mercantil de la Universitat de Granada. El 1885 fou catedràtic de dret mercantil d'Espanya i Principals Nacions d'Europa i Amèrica de la Universitat d'Oviedo, i el 1887 va ocupar la mateixa càtedra a la Universitat Central de Madrid.
En 1892 va ser nomenat representant de la Universitat Central al Congrés Geogràfic Hispano-Portuguès-Americà i el 1905 fou nomenat acadèmic de la Reial Acadèmia de Ciències Morals i Polítiques.

## Obres
- La Hipoteca Marítima, Madrid, 1889.
- Relación entre la Iglesia y el Estado, Madrid, 1894.
- La Escuela, Madrid, 1895.
- Programa de Derecho Mercantil de España y de las Principales Naciones de Europa y América, Madrid, 1898.
- Curso de Derecho Mercantil Filosófico, Histórico y Vigente, Madrid, 1890